# Chanson populaire (chanson)
 (novembre 2016).
Si vous disposez d'ouvrages ou d'articles de référence ou si vous connaissez des sites web de qualité traitant du thème abordé ici, merci de compléter l'article en donnant les références utiles à sa vérifiabilité et en les liant à la section « Notes et références ».
Singles de Claude François
À part ça la vie est belle
(1973) Sha la la (Hier est près de moi)
(1974)
Pistes de Chanson populaire
Sha la la (Hier est près de moi)
Chanson populaire (Ça s'en va et ça revient, titre alternatif) est une chanson écrite par Nicolas Skorsky, sur une musique composée par Nicolas Skorsky et Jean-Pierre Bourtayre, interprétée par Claude François et sortie en 1973.
Ce titre ne doit pas être confondu avec Chanson populaire composée par Henri Betti sur des paroles de Maurice Vandair et Maurice Chevalier en 1945.

## Histoire
En 1973, le parolier Nicolas Skorsky est déjà assez connu en France, avec son disque Comme je t’aime. Il a aussi écrit un succès pour Ringo, Une bague et un collier, s’étant vendu à 300 000 exemplaires. C’est d’ailleurs pour lui qu’il écrit à l’origine Chanson populaire. Cependant, Claude François tombe sur la maquette par hasard. Malgré le fait qu’on lui aie dit que la chanson n’était pas pour lui, il souhaite tout de même l’enregistrer. N’étant pas contre le fait d’ajouter un nouveau chanteur à succès à son répertoire, il accepte de donner la chanson à Claude.
La déclaration d'éditeur de Chanson populaire, conservée au musée de la SACEM, porte les informations suivantes : 10 décembre 1973, tampon du 14, éditeur : Isabelle musique. La mélodie originale est de l'auteur du texte, Nicolas Skorsky, et les arrangements de Jean-Pierre Bourtayre.

## Réception

### Accueil commercial
La maquette est enregistrée le 9 octobre 1973. Ce titre est choisi pour sortir en 45 tours, comme premier extrait de l'album (novembre de la même année). Pourtant, au moment de sa sortie, la chanson a du mal à décoller. C'est un passage très remarqué, le 17 novembre 1973, dans une émission des Carpentier qui lui permet d'atteindre les premières places des hit-parades en janvier et février 1974. Elle se vendra à plus de 600 000 exemplaires.

## Après la chanson
La chanson connaîtra un si grand succès que Claude redemandera à Nicolas Skorsky une nouvelle chanson, Une chanson française. Cette dernière paraîtra en face B de 17 ans, sans connaître à nouveau l’énorme succès de Chanson populaire.

## Classements et certifications

### Classements hebdomadaires
| Classement (1973-1974)                  | Meilleure position |
| --------------------------------------- | ------------------ |
| Belgique (Wallonie Ultratop 50 Singles) | 1                  |
| Belgique (Wallonie Ventes)              | 4                  |
| France (IFOP)                           | 2                  |
| Québec (Palmarès francophone)           | 33                 |

| Classement (2012)                          | Meilleure position |
| ------------------------------------------ | ------------------ |
| Belgique (Wallonie Back Catalogue Singles) | 12                 |

### Certifications
| Pays   | Certification | Date | Ventes certifiées |
| ------ | ------------- | ---- | ----------------- |
| France | Or            | 1973 | 500 000           |

## Reprises et adaptations
Énorme succès en début d'année 1974, Claude François la reprend en anglais sous le titre Love Will Call the Tune en 1977. Il existe plusieurs reprises, y compris celle des The Three Degrees. La chanteuse japonaise Ryōko Shinohara reprend la chanson en 1991 (Koi wa chanson).
Le titre est repris en 2003 dans la comédie musicale Belles belles belles. Rendant hommage aux titres de Claude François, elle est créée en 2003 par des collaborateurs du chanteur tels Daniel Moyne, Jean-Pierre Bourtayre et Gérard Louvin.

## Au cinéma
Sauf indication contraire, les informations mentionnées dans cette section peuvent être confirmées par le générique de fin de l'œuvre audiovisuelle présentée ici, ainsi que par la base de données cinématographiques IMDb,  présente dans la section « Liens externes ».
- Jean-Philippe (2006) - bande originale